# Pieter van Oort
Pieter van Oort, (Utrecht, 10 oktober 1804 - Padang, 2 september 1834) was een Nederlands tekenaar, schilder en illustrator. In 1826 werd hij als illustrator toegevoegd aan een team van natuuronderzoekers die in opdracht van de Nederlandse overheid deelnamen aan wetenschappelijke expedities door Nederlands-Indië. Hij maakte illustraties van landschappen en vogels tijdens deze reizen door Java, de Molukken, Nieuw-Guinea en Sumatra. oorspronkelijk werk van hem en reisdagboeken worden bewaard in het archief van Naturalis Biodiversity Center.

## Levensloop
Pieter van Oort werd geboren in Utrecht als zoon van de kunstschilder Hendrik van Oort (1775-1847) en Adrijane Stekelenburg (1780 - 1832). Pieter was de oudste uit het gezin met zeven kinderen. Hij leerde het tekenen en schilderen van zijn vader. Hij werkte een korte periode aan de Rijks Veeartsenijschool in Utrecht, waar hij het tekenen van natuurhistorische voorwerpen leerde. In 1825 werd hij als tekenaar aangenomen door Heinrich Boie bij het Rijksmuseum van Natuurlijke Historie te Leiden. Hij werd als  tekenaar toegevoegd aan de Natuurkundige Commissie voor Nederlands-Indië. Tekenaars hadden een lager salaris en een lagere rang als de natuuronderzoekers met een academische opleiding. In die tijd bestond er nog geen fotografie, daarom gingen tekenaars mee met natuurwetenschappelijke expedities. Zij maakten volgens vaste regels illustraties van landschappen, planten en dieren. Op 21 december 1825 zeilde hij weg uit Nederland, samen met de natuuronderzoekers Heinrich Boie, Heinrich Christian Macklot (mineraloog, teamleider) en Salomon Müller (anatoom en zoöloog) naar Java. Pieter hield nauwkeurig dagboeken bij en hij is de enige die ook het sociale leven van de leden van de Commissie beschreef.
Eerst bereisden zij het eiland Java (1826-1828) en deden onderzoek aan onder andere de flora en de fauna. Tussen 1828 en 1829 namen zij deel aan de expeditie naar Nieuw-Guinea via Ambon en andere Molukse eilanden en weer terug. Aan deze expeditie namen ook deel: Heinrich Christian Macklot,  Gerrit van Raalten (secretaris, kassier en assistent-tekenaar), Salomon Müller en de plantkundige Alexander Zippelius. Illustraties en dagboekaantekeningen van Pieter over deze expeditie zijn bewaard gebleven. Toen in 1829 Gerrit van Raalten en Alexander Zippelius overleden, kreeg Pieter de taken als secretaris en kassier van de Commissie toebedeeld.
Tussen 1831 en 1833 verbleef Pieter op West-Java. De uitvalsbasis van de Natuurkundige Commissie was 's Lands Plantentuin in Buitenzorg. Daar waren faciliteiten voor het prepareren en naar Nederland sturen van specimens en het uitwerken van schetsen en aantekeningen. Zij deden verder onderzoek in het westelijk deel van het eiland en beklommen in die periode de vulkanen Tangkuban Perahu en Gunung Salak.
Op 4 juni 1833 begon een expeditie naar Sumatra. Tussen 1833 en 1834 was hij betrokken bij onderzoek langs de westkust van dit eiland. In de omgeving van Padang overleed hij aan 'galkoorts' (waarschijnlijk malaria, waaraan ook Heinrich Boie op 4 september 1827 overleed). Hij was toen ongehuwd, maar liet een dochtertje uit een buitenechtelijke relatie met een Indonesische vrouw achter. Het zelfportret werd naar Nederland gestuurd, eronder had hij geschreven: 'na mijne dood mijne ouders te zenden'.

## Overlijden
Pieter van Oort overleed in september 1834 op 29-jarige leeftijd aan malaria.

## Nalatenschap
Naturalis Biodiversity Center te Leiden beschikt over een collecties dagboek- en veldwerkaantekeningen en brieven van Pieter aan onder andere Coenraad Jacob Temminck.
 
In druk verscheen:
- Oort, van P., en Muller, S Aanteekeningen gehouden op eene reize over een gedeelte van het eiland Java, door de leden der Natuurkundige Kommissie. Verhandelingen Bataviaasch Genootschap Deel 16, 1836.

### Illustraties van Pieter van Oort (selectie)

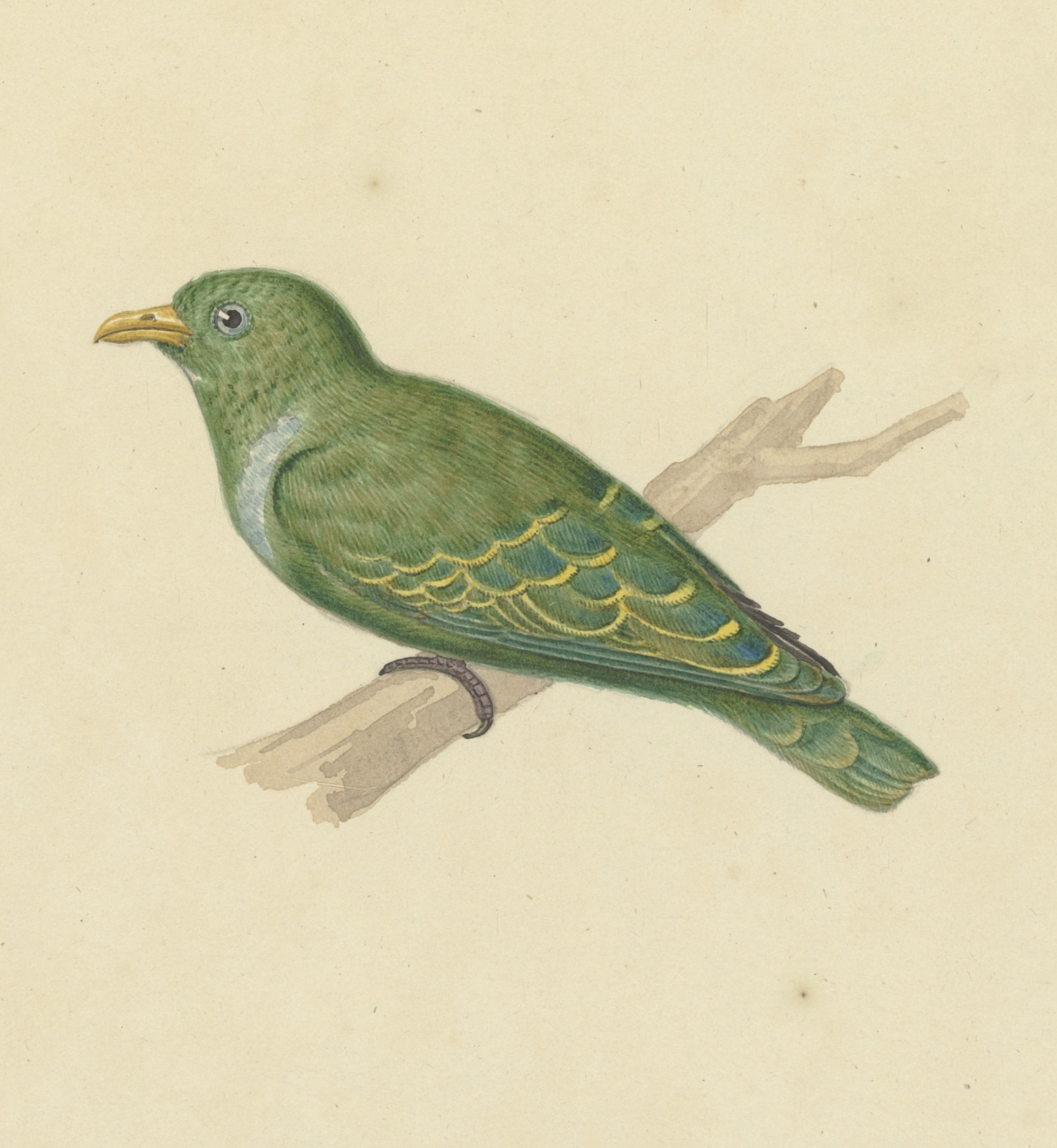
Dwergjufferduif (Ptilinopus nainus)
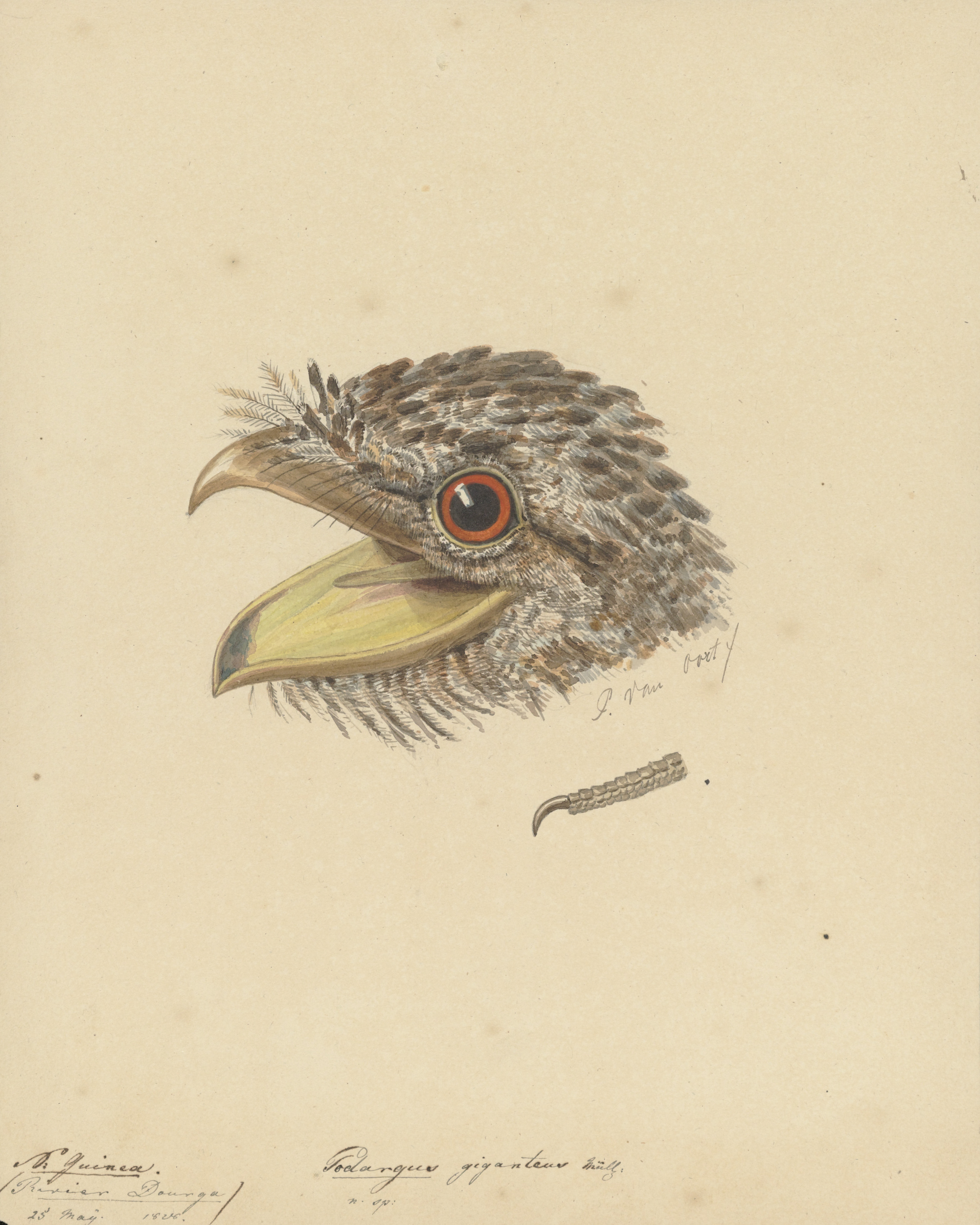
Reuzenuilnachtzwaluw (Podargus papuensis)
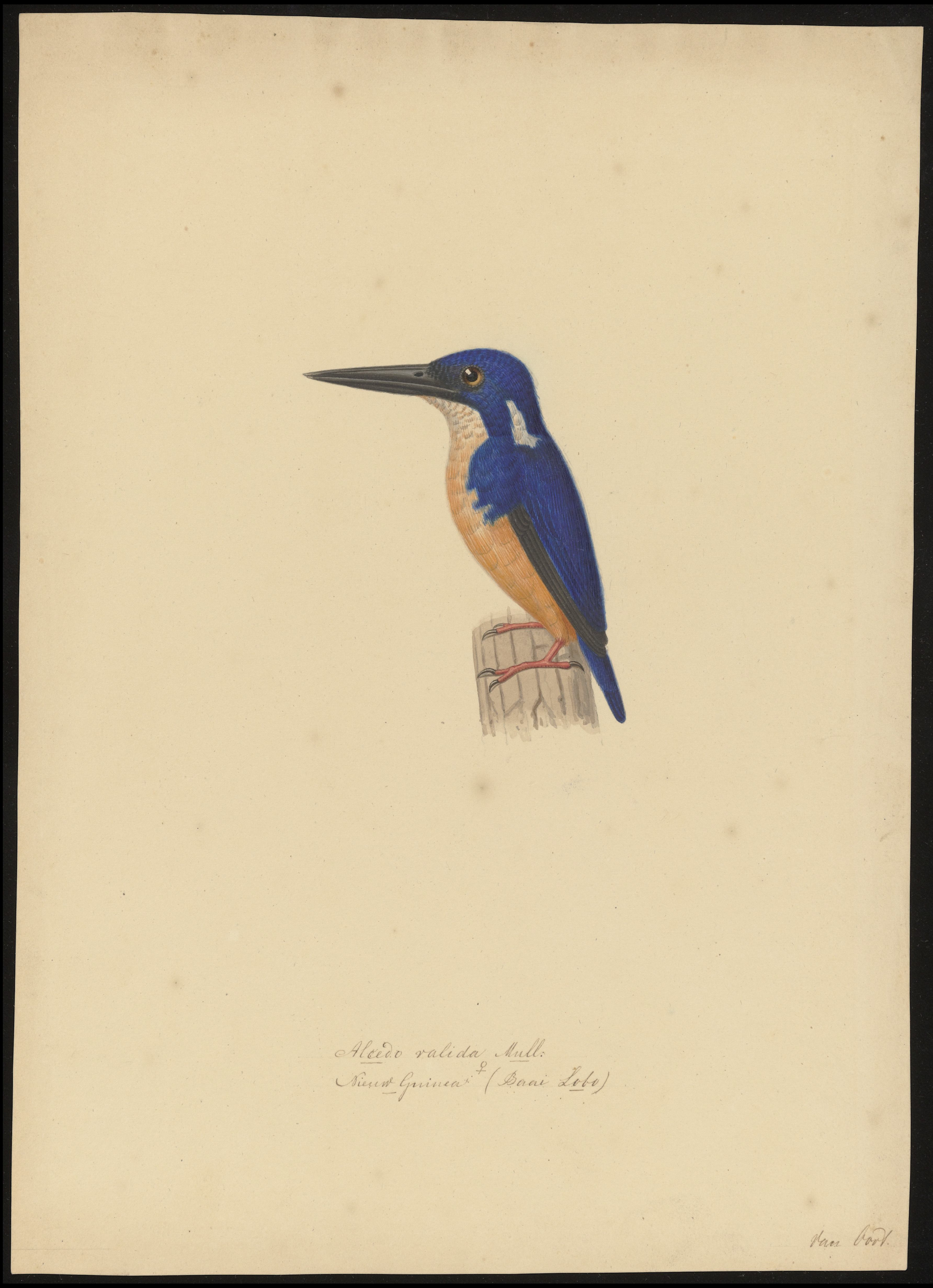
Azuurijsvogel (Ceyx azureus)
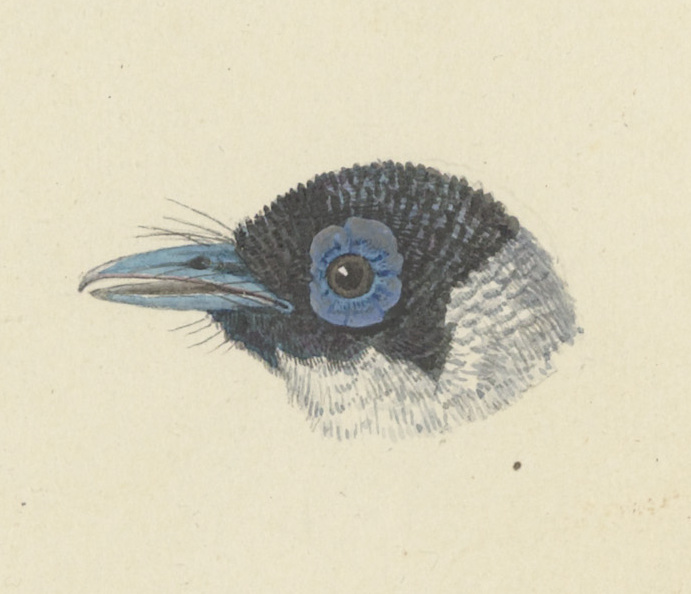
Kopje van de witbuikfranjemonarch (Arses telescopthalmus)

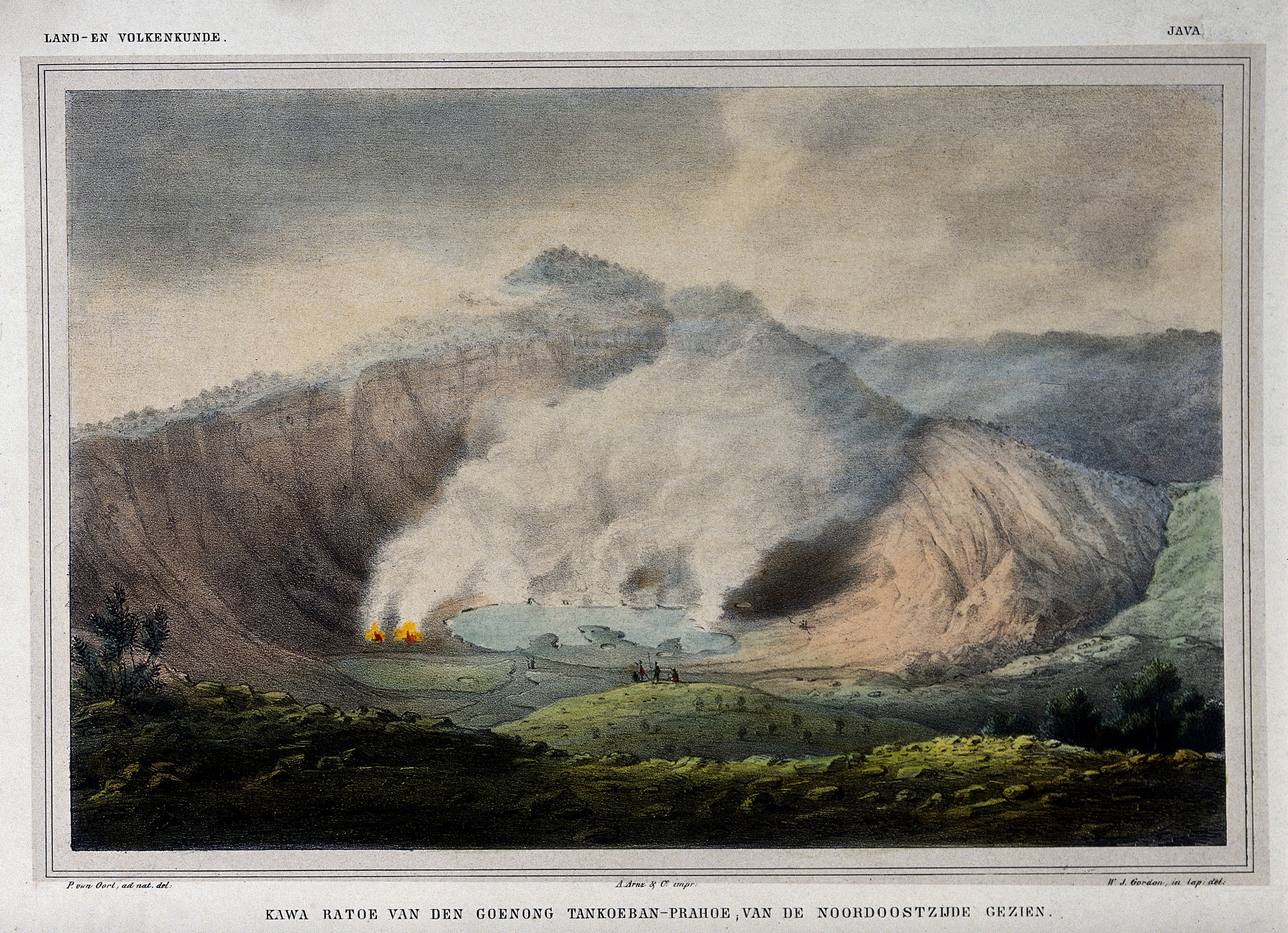
De vulkaan Tangkuban Perahu

- Biografisch Portaal: 34502386
- Digitale Bibliotheek voor de Nederlandse Letteren: oort022
- Stuttgart Database of Scientific Illustrators 1450–1950: 3402
- Gemeinsame Normdatei: 1069800767
- International Standard Name Identifier: 0000 0000 6923 9301
- Library of Congress Control Number: no2021076799
- RKD-Nederlands Instituut voor Kunstgeschiedenis: 274702
- Union List of Artist Names: 500062063
- Virtual International Authority File: 284725483